# 레슬리 앤 허프
레슬리 앤 허프(Leslie-Anne Huff, 1984년 8월 25일 ~ )는 미국의 영화배우, 텔레비전 배우이다.
산페르난도밸리에서 태어났다.

## 영화
- 다코타 썸머 (2014년)
- 프로즌 키스 (2009년)